# Конгрев (лунный кратер)
Кратер Конгрев (лат. Congreve) — большой древний ударный кратер расположенный на экваторе на обратной стороне Луны. Название присвоено в честь английского изобретателя и пионера ракетного оружия Уильяма Конгрива (1772—1828); утверждено Международным астрономическим союзом в 1970 г. Образование кратера относится к нектарскому периоду.

## Описание кратера
Ближайшими соседями кратера Конгрев являются кратер Липский на западе; кратер Красовский на западе-северо-западе; кратер Жуковский на севере; кратер Энгельгардт на северо-востоке; кратер Королёв на востоке и кратер Икар на юго-западе. Селенографические координаты центра кратера 0°17′ ю. ш. 167°50′ з. д. / 0,28° ю. ш. 167,84° з. д., диаметр 57,6 км, глубина 2,4 км.
Кратер Конгрев имеет полигональную форму, значительно разрушен за длительное время своего существования превратившись в трудно различимое понижение местности. Вал сглажен, лучше всего сохранился в северной и западной части, в восточной части перекрыт парой небольших кратеров. Дно чаши сравнительно ровное, в восточной части отмечено тремя приметными кратерами.

## Сателлитные кратеры
| Конгрев | Координаты                                            | Диаметр, км |
| ------- | ----------------------------------------------------- | ----------- |
| G       | 0°53′ ю. ш. 163°53′ з. д. / 0,89° ю. ш. 163,88° з. д. | 17,5        |
| H       | 1°19′ ю. ш. 165°44′ з. д. / 1,31° ю. ш. 165,74° з. д. | 38,0        |
| L       | 3°44′ ю. ш. 166°50′ з. д. / 3,73° ю. ш. 166,83° з. д. | 29,9        |
| N       | 3°40′ ю. ш. 168°34′ з. д. / 3,66° ю. ш. 168,57° з. д. | 29,9        |
| Q       | 1°44′ ю. ш. 169°34′ з. д. / 1,74° ю. ш. 169,56° з. д. | 55,4        |
| U       | 0°24′ с. ш. 170°45′ з. д. / 0,4° с. ш. 170,75° з. д.  | 54,7        |

- Образование сателлитных кратеров Конгрев H, L, Q и U относится к нектарскому периоду[1].

## См.также
- Список кратеров на Луне
- Лунный кратер
- Морфологический каталог кратеров Луны
- Планетная номенклатура
- Селенография
- Минералогия Луны
- Геология Луны
- Поздняя тяжёлая бомбардировка